# Ах, морето
„Ах, морето“ е първият студиен албум на българската певица Тони Димитрова, издаден през 1997 г.

## Песни
1. „Ах, морето...“
Песента е по музика и аранжимент на Стефан Маринов и текст на Иван Ненков. През 1996 г. тя печели III място на конкурса „Бургас и морето“.
2. „Веднъж се живее“
3. „След години“
4. „Кой си ти?“
5. „Старият капитан“
6. „Понякога...“
7. „За тебе хората говорят“
8. „Ти, аз и морето“
9. „Някой ден...“
10. „Танго в полунощ“
11. „Мое светло момче“
12. „Носталгично“